# Ectochela dasophrys
Ectochela dasophrys là một loài bướm đêm trong họ Noctuidae.